# Los pasajeros del viento
Los pasajeros del viento (en el francés original, Les Passagers du vent) es un cómic histórico desarrollado por François Bourgeon entre 1979 y 1984 (1ª serie) y en 2009 y 2010 (2ª serie). Fue la segunda serie de su autor, tras Brunelle et Colin, y la primera como autor completo, además de un gran éxito popular.

## Trayectoria editorial
Producto de sus lecturas y de la maqueta de un barco que había construido mientras se hallaba desempleado, Bourgeon empezó a serializarla en 1979 en la revista "Circus".
| Título                                              | Publicación original | 1ª publicación en álbum | Publicación en España                                                 |
| --------------------------------------------------- | -------------------- | ----------------------- | --------------------------------------------------------------------- |
| La fille sous la dunette (Las aventuras de Isa)     | "Circus"             | T1, Glénat, 01/1980     | Nueva Frontera, Norma Editorial, 1988. Col. Cimoc Extra Color, n.º 44 |
| Le Ponton (Hoel)                                    | "Circus"             | T2, Glénat, 07/1980     | Nueva Frontera, Norma Editorial, 1989. Col. Cimoc Extra Color, n.º 49 |
| Le Comptoir de Juda (La mercancía de Judah)         | "Circus"             | T3, Glénat, 05/1981     | Nueva Frontera, Norma Editorial, 1989. Col. Cimoc Extra Color, n.º 51 |
| L'Heure du serpent (La hora de la serpiente)        | "Circus"             | T4, Glénat, 05/1982     | Norma Editorial, 1987. Col. Cimoc Extra Color, n.º 24                 |
| Le Bois d'ébène (Mercado de esclavos)               | "Circus"             | T5, Glénat, 05/1984     | Norma Editorial, 1987. Col. Cimoc Extra Color, n.º 27                 |
| La Petite Fille Bois-Caïman (La niña Bois-Caïman 1) |                      | T6, 12bis, 07/2009      |                                                                       |
| La Petite Fille Bois-Caïman (La niña Bois-Caïman 2) |                      | T7, 12bis, 11/2009      |                                                                       |

## Argumento

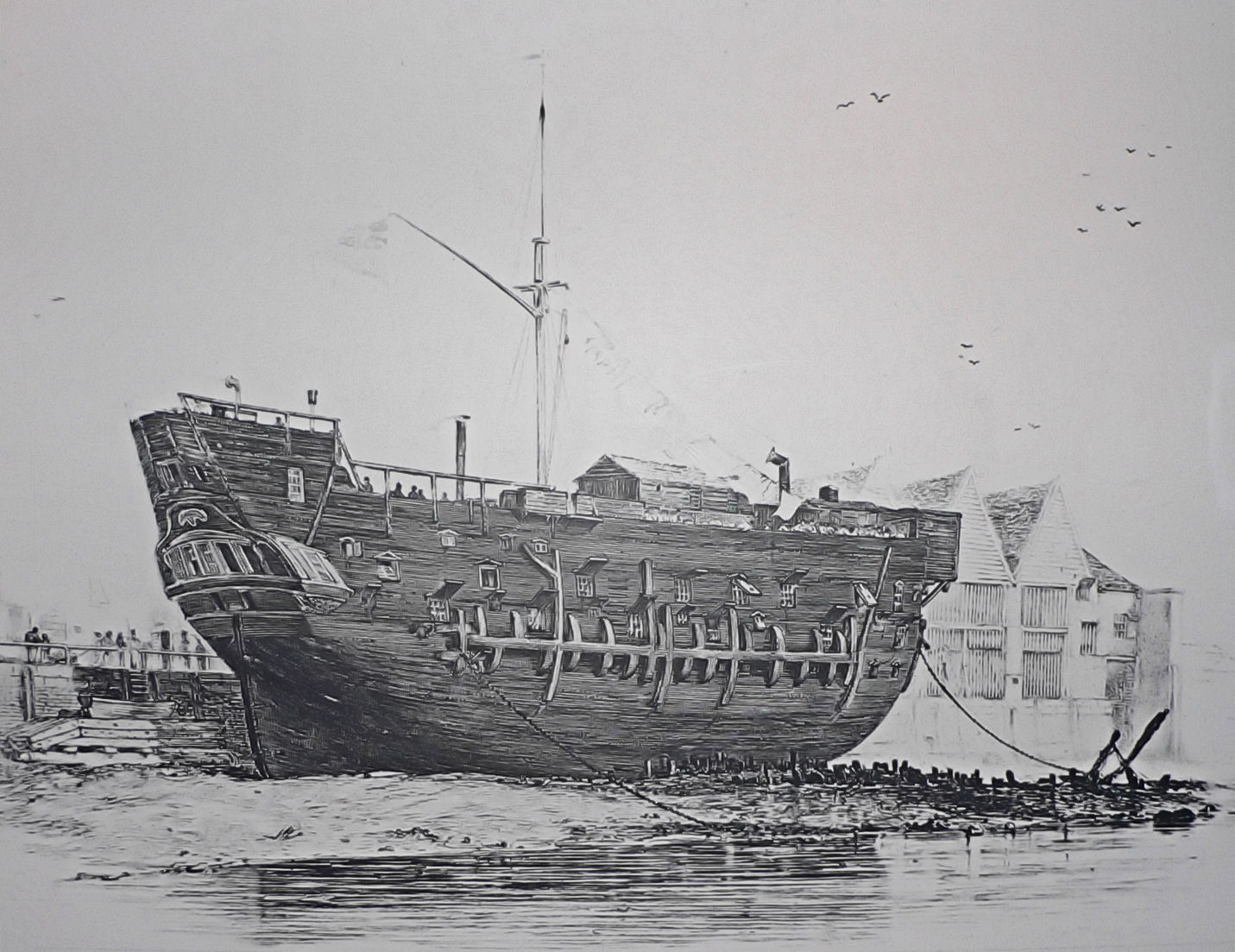
Ejemplo de un barco-prisión, en este caso el (1818-1834).

La saga se inicia en el contexto de la guerra naval entre Francia e Inglaterra durante el reinado de Luis XVI.
Hoel, un marinero bretón embarcado en el buque francés El terror al mando del capitán Benoit, descubre por casualidad que el joven señor al que toda la tripulación toma por un amigo del capitán es en realidad Isa, una chica con una trágica historia a cuestas. Este descubrimiento les traerá problemas a ambos y les forzará a una alianza para salvar sus vidas y escapar del buque cuyo capitán conspira para matarlos. Esta alianza se convierte en amor y en los siguientes volúmenes Isa rescatara a Hoel de una siniestra prisión flotante inglesa, sus aventuras les llevaran a África y más tarde a América.

## Valoración
Los pasajeros del viento muestra del arduo trabajo de documentación de Bourgeon, así como su reivindación del papel de la mujer en la sociedad.